# Charles Berling

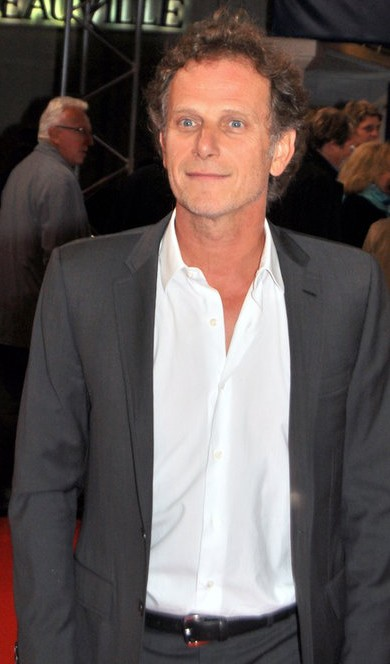
Charles Berling (2010)

Charles Berling (* 30. April 1958 in Saint-Mandé) ist ein französischer Schauspieler, Filmregisseur und Drehbuchautor.

## Leben
Charles Berling ist der Sohn eines Marinearztes. Er wuchs mit drei Schwestern und zwei Brüdern auf. Als er zwei Jahre alt, zog die Familie wegen der dienstlichen Verpflichtungen des Vaters von Paris nach Brest, dann nach Toulon und danach für sieben Jahre nach Tahiti und Moorea, bevor sie nach Toulon zurückkehrte.
Nach dem Abitur nahm er ein Schauspielstudium am Institut National des Artes du Spectacle in Brüssel auf, schloss sich danach der Compagnie Les Mirabelles an, eine Truppe von Transvestiten, und hatte mit ihnen 1982 seinen ersten Bühnenauftritt am Festival in Aix-en-Provence. Im folgenden Jahr spielte er im Ehrenhof des Papstpalastes in Jean-Pierre Vincents Inszenierung von Dernières nouvelles de la peste.
2010 wurde er zusammen mit seinem Bruder Philippe Berling Co-Direktor des Théâtre Liberté in Toulon.
Charles Berling ist der Neffe des Literaturkritikers Raymond Picard und Vater des Schauspielers Émile Berling.

## Filmografie
- 1982: Meurtres à domicile – Regie: Marc Lobet
- 1985: Vacherie (Kurzfilm) – Regie: François Christophe
- 1992: Salz auf unserer Haut – Regie: Andrew Birkin
- 1993: Les vaisseaux du cœur – Regie: Andrew Birkin
- 1994: Just Friends – Regie: Marc-Henri Wajnberg
- 1994: Dernier stade – Regie: Christian Zerbib
- 1994: Consentement mutuel – Regie: Bernard Stora
- 1994: Die Sandburg (Petits arrangements avec les morts) – Regie: Pascale Ferran
- 1994: Paare und Geliebte (Couples et amants)
- 1995: Nelly & Monsieur Arnaud – Regie: Claude Sautet
- 1995: Pullman paradis – Regie: Michelle Rosier
- 1996: Love, etc. – Regie: Marion Vernoux
- 1996: Ridicule – Von der Lächerlichkeit des Scheins (Ridicule) – Regie: Patrice Leconte
- 1997: Eine saubere Affäre (Nettoyage à sec) – Regie: Anne Fontaine
- 1997: Tanz der Wissenschaft: Die Curies – Ein Herz und eine Forscherseele (Les palmes de M. Schutz) – Regie: Claude Pinoteau
- 1997: Obsession – Regie: Peter Sehr
- 1998: La cloche (Kurzfilm) – auch Regie
- 1998: L’Inconnu de Strasbourg – Regie: Valeria Sarmiento
- 1998: Wer mich liebt, nimmt den Zug (Ceux qui m’aiment prendront le train) – Regie: Patrice Chéreau
- 1998: Meine Heldin (L’ennui)
- 1999: Die Brücke von Ambreville (Un pont entre deux rives)
- 1999: Fait d’hiver – Regie: Robert Enrico
- 2000: Une affaire de goût – Regie: Bernard Rapp
- 2000: Les destinées sentimentales – Regie: Olivier Assayas
- 2000: Stardom – Regie: Denys Arcand
- 2000: Spuren von Blut (Scènes de crimes) – Regie: Frédéric Schœndœrffer
- 2000: Demonlover – Regie: Olivier Assayas
- 2000: Comédie de l’innocence – Regie: Raúl Ruiz
- 2001: Die starken Seelen (Les âmes fortes) – Regie: Raúl Ruiz
- 2001: Kinder der Furcht (Un jeu d’enfants) – Regie: Laurent Tuel
- 2001: Vater töten! (Comment j’ai tué mon père) – Regie: Anne Fontaine
- 2001: Wochenende! (15 août) – Regie: Patrick Alessandrin
- 2002: Cravate club – Regie: Frédéric Jardin
- 2002: Filles perdues, cheveux gras – Regie: Claude Duty
- 2003: Je reste! – Regie: Diane Kurys
- 2003: Père et fils – Regie: Michel Boujenah
- 2004: Agents Secrets – Im Fadenkreuz des Todes (Agents secrets)
- 2004: Le soleil assassiné – Regie: Abdelkrim Bahlou
- 2004: La marche de l’empereur – Regie: Luc Jacquet
- 2004: Grabuge! – Regie: Jean-Pierre Mocky
- 2005: Un fil à la patte – Regie: Michel Deville
- 2005: La maison de Nina
- 2005: Ich sah den Mord an Ben Barka (J’ai vu tuer Ben Barka) – Regie: Serge Le Péron
- 2006: Ich denk’ an euch (Je pense à vous) – Regie: Pascal Bonitzer
- 2006: Der Mann meines Lebens (L’homme de sa vie) – Regie: Zabou Breitman
- 2006: Eine unbequeme Wahrheit (An Inconvenient Truth) – Regie: Al Gore
- 2008: Ende eines Sommers (L’heure d’été) – Regie: Olivier Assayas
- 2008: Stilles Chaos (Caos calmo) – Regie: Antonello Grimaldi
- 2008: Par suite d’un arrêt de travail … – Regie: Frédéric Andréi
- 2008: Les murs porteurs – Regie: Cyril Gelblat
- 2010: Krach (Trader games) – Regie: Fabrice Genestal
- 2010: Insoupçonnable – Regie: Gabriel Le Bomin
- 2011: Propriété interdite – Regie: Hélène Ange
- 2012: Der Vorname (Le prénom)
- 2013: It Boy – Liebe auf Französisch (20 ans d’écart)
- 2014: L’enquête
- 2015: On voulait tout casser
- 2016: Elle
- 2016: Herz über Kopf – Die Melodie ihres Lebens (Le coeur en braille)
- 2016: Marie Curie
- 2017: Marvin (Marvin ou la Belle Éducation)
- 2019: Weiß wie Schnee – Wer ist die Schönste im ganzen Land? (Blanche comme neige)
- 2019: So wie du mich willst (Celle que vous croyez)
- 2019: Drei Tage und ein Leben (Trois jours et une vie)
- 2022: Mascarade

### Fernsehen
- 1989: Condorcet (TV-Miniserie) – Regie: Michel Soutter
- 1990: Monstre aimé – Regie: Frédéric Compain
- 1992: La femme à l’ombre – Regie: Thierry Chabert
- 1995: Jules et Jim – Regie: Jeanne Labrune
- 1997: Une femme à suivre – Regie: Patrick Dewolf
- 2002: Jean Moulin – Leben im Widerstand (Jean Moulin) – Regie: Yves Boisset
- 2005: Dalida – Regie: Joyce Buñuel
- 2005: Permis d’aimer – Regie: Rachida Krim
- 2005–2006: Inséparables  (TV-Serie, drei Folgen) – Regie: Élisabeth Rappeneau
- 2007: Notable, donc coupable – Regie: Francis Girod und Dominique Baron
- 2008: Myster Mocky présente (TV-Serie, eine Folge) – Regie: Jean-Pierre Mocky
- 2008: L’abolition – Regie: Jean-Daniel Verhaeghe
- 2011: Beirut Hotel – Regie: Danielle Arbid

## Theater

### Darstellung
- 1981: Ça von Sabra Ben Arfa, Charles Berling, Marie-Pierre Meinzel
- 1981: Le Dibbouk von Shalom Anski
- 1982: Passage Hagard
- 1983: Dernières Nouvelles de la peste von Bernard Chartreux
- 1984: Entre chiens et loups von Christoph Hein
- 1984: Les Orphelins von Jean-Luc Lagarce
- 1984: Le Retour von Harold Pinter
- 1985: L’École des femmes von Molière
- 1986: Ce qui est resté d’un Rembrandt déchiré en petits carrés bien réguliers et jeté aux chiottes von Jean Genet
- 1986: Le Parc von Botho Strauss
- 1986: Les Voisins von Michel Vinaver
- 1988: El público von Federico García Lorca
- 1988: Le Perroquet vert von Arthur Schnitzler
- 1988: Monstre aimé von Javier Tomeo
- 1990: La Maman et la putain von Jean Eustache
- 1990: Conversations d’idiots von Dominique Ducos
- 1991: Une sale histoire von Jean-Noël Picq
- 1992: L’Église von Louis-Ferdinand Céline
- 1993: Les Marchands de gloire von Marcel Pagnol
- 1993: Le Chasseur de lions von Javier Tomeo
- 1993: De mes propres mains von Pascal Rambert
- 1993: Le Bavard von Louis-René des Forêts
- 1995: Roberto Zucco von Bernard-Marie Koltès
- 1995: L’Année des treize lunes von Rainer Werner Fassbinder
- 1996: La Cour des comédiens von Antoine Vitez
- 1996: Ordure von Robert Schneider
- 1997: L’Histoire du soldat von Igor Stravinsky
- 1998: König Ödipus von Sophokles
- 2001: Cravate club von Fabrice Roger-Lacan
- 2002: Voyage en Afrique von Jacques Jouet
- 2004: Hamlet von William Shakespeare
- 2005: Caligula von Albert Camus
- 2008: Endspiel von Samuel Beckett

### Regie
- 1986: Succubations d’Incubes des A.P.A. (auch Darsteller, Produzent)
- 1996: Ordure von Robert Schneider, Théâtre national de Strasbourg
- 2005: Caligula von Albert Camus, Théâtre de l’Atelier
- 2005: Pour ceux qui restent von Pascal Elbé, Théâtre de la Gaîté Montparnasse
- 2008: Endspiel von Samuel Beckett, Théâtre de l’Atelier

## Auszeichnungen
- 1995: Nominierung César – Bester Nachwuchsdarsteller für Die Sandburg
- 1997: Prix Lumières – Bester Darsteller für Ridicule – Von der Lächerlichkeit des Scheins
- 1997: Nominierung César – Bester Hauptdarsteller für Ridicule – Von der Lächerlichkeit des Scheins
- 1998: Nominierung César – Bester Hauptdarsteller für Eine saubere Affäre
- 1999: Nominierung César – Bester Hauptdarsteller für Meine Heldin
- 1999: Étoile d’Or als Bester Hauptdarsteller für Meine Heldin
- 2001: Nominierung César – Bester Hauptdarsteller für Les destinées sentimentales